# Steinschleiferei Kolywan
Koordinaten: 51° 19′ 4,4″ N, 82° 34′ 15,6″ O

Schmuckvase aus Revnev-Jaspis

Hauptgebäude der Kolywaner Steinschleiferei

In der Ortschaft Kolywan (russisch Колывань) arbeitet seit dem 18. Jahrhundert eine bedeutende Steinschleiferei (камнерезная). Sie befindet sich im südlichen Teil des russischen Föderationssubjektes Region Altai am Bach Belaja, einem Nebenfluss des in den Tscharysch mündenden Flusses Loktewka.
Die Steinschleiferei Kolywan (russisch Колыванская шлифовальная фабрика/Kolywanskaja schlifowalnaja fabrika) existiert seit dem Jahr 1799 und ist im Gebäudekomplex der ehemaligen ersten Kupfer- und Silberschmelzhütte des Altai untergebracht, dem 1728 gegründeten Kolywanski Sawod. Sie liegt im Altaischen Erzgebirge (Erz-Altai, Rudny Altai), einem Mittelgebirge, welches dem benachbarten alpinen Hochaltai (Berg-Altai, Gorny Altai) in der russischen Autonomen Republik Altai vorgelagert ist.
Das Dorf Kolywan, früher zur besseren Unterscheidung auch Gornaja Kolywan (Berg-Kolywan) genannt, ist nicht zu verwechseln mit der bedeutend größeren Siedlung gleichen Namens am Ob in der Oblast Nowosibirsk.

## Geschichte

Farbenvielfalt des Belorezker Quarzits neben dem graugrünen Revnev-Jaspis

Bereits vor der Einrichtung der Schleiferei in Kolywan hat es in der Region Altai kleinere Vorläufermanufakturen gegeben. Nach wenigen Quellen ist belegt, dass sie sich in oder bei Loktewsk (Локтевск; heute Gornjak) befanden. Der Beginn der künstlerischen Bearbeitung von Steinen in der Region Altai steht im Zusammenhang mit dem ungewöhnlichen Arzt und späteren Mineralogen Pjotr Iwanowitsch Schangin (Пётр Иванович Шангин). Ab 1774 arbeitete er im Lazarett von Smeinogorsk und begann sich für Bergbau und Mineralogie zu interessieren. Auf Tagesreisen erkundete er die Bergbauregion. Seine Berichte wurden 1793 von Peter Simon Pallas in deutscher Sprache publiziert. Wegen großer Verdienste um die Erforschung des Altaischen Erzgebirges berief man Schangin 1800 zum Mitglied des Bergkollegiums und zum Bergrat.
Auf der Grundlage eines Kabinettsbeschlusses vom Januar 1786 legte die Bergbehörde fest, eine leitende Gruppe aus beamteten Markscheidern zur Erkundung von edlen Gesteinen und Erzen einzusetzen. Die Prospektionen erbrachten in der Region Korgon detaillierte Kenntnisse von reichen Jaspisvorkommen und Lagerstätten edler „Porphyre“. Insgesamt registrierte man bei den Felduntersuchungen 145 Fundstellen edler Steine. Im Jahr 1786 richtete P. A. Soimonow im Kolywan-Woskressensker Werk (vollständiger Name der Kupfer- und Silberschmelzhütte) eine komplette Steinschneidewerkstatt ein. Wassili Sergejewitsch Tschulkow (Bergbauingenieur) und Pjotr Baklanow (Petersburger Schleifer und Steinschneider) erbauten 1787 bei Loktewsk eine kleine Schleifmühle, um altaische Gesteine zu bearbeiten. Vom Loktewsker Steinschleifereibetrieb wird 1808 berichtet, dass dort „große Vasen aus Jaspis und Porphyr, Kamineinfassungen, Tischblätter usw.“ entstanden. Dieser Hinweis belegt, dass bereits vor Einrichtung der späteren Kolywanschen Steinschleiferei künstlerisch und handwerklich anspruchsvolle Natursteinobjekte in dieser Region und aus den Materialien des Altais gefertigt wurden.
Die im Jahre 1799 erfolgte Verlegung der Steinschleiferei in die stillgelegte Kupferschmelzhütte nach Kolywan ermöglichte nun bessere Arbeitsbedingungen. Das Umfeld der Steinschleiferei ist zu dieser Zeit kein unentwickeltes waldiges Bergland gewesen. Die Ortschaft Kolywan war der regionale Verwaltungssitz im Kolywan-Woskressensker Bergbaubezirk. In ihrem Umfeld, bei dem alten Bergbauort Smeinogorsk, lagen die in dieser Zeit bedeutendsten russischen Silberbergwerke. Dadurch standen nach der Verlegung der vorangegangenen Loktewsker Steinschleiferei einige ingenieurtechnisch ausgereifte Wasserkraftanlagen und entsprechendes Fachpersonal zur Verfügung. Der Bergbau im so genannten Altaischen Erzgebirge ist seit dem 18. Jahrhundert von russischen und sächsischen Bergbaufachleuten ausgebaut und gefördert worden.
Als Alexander von Humboldt und Gustav Rose 1829 die Bergbauregion bereisten, stellten sie beim Besuch der Kolywaner Steinschleiferei fest, dass sie größer und in der Materialauswahl umfangreicher als das kaiserliche Werk in Jekaterinburg ist. Im Umfeld von Kolywan beobachteten sie im Gelände porphyrische Gesteine. In sowjetischer Zeit nannte man die Betriebsstätte in „Steinschneide-Werk I.I. Polsunow“ (Камнерезный завод имени И. И. Ползунова) um.
Ende des 20. Jahrhunderts sind in der Steinschleiferei einige Technikinvestitionen vorgenommen worden. Es ist sowohl kunstsinnigen als auch geschäftstüchtigen russischen Bürgern zu verdanken, dass nach den politischen Umwälzungen in Russland diese traditionsreiche Steinverarbeitung nicht eingestellt wurde. Im modernen russischen Markt sind die wegen ihres Fertigungsaufwandes nicht billigen Produkte gut bekannt und werden von Interessenten mit Wertschätzung wahrgenommen. Die neuzeitlichen Abnehmer der Arbeiten von Kolywan sind private und öffentliche Auftraggeber, vorwiegend aus Russland. Das moderne Sortiment umfasst weiterhin die traditionell bekannten Vasen, Schalen, Säulen, Kamine und Intarsienarbeiten, aber auch kleinere Objekte, wie Dosen, kleine Schalen und ähnlichen Accessoires.
Das Werk und sein künstlerisches Erbe genießt bei den Bewohnern und im öffentlichen Bewusstsein der Region Altai eine hohe Wertschätzung. Besucher werden auf die öffentlich aufgestellten Objekte oder auf entsprechende Sammlungsbestandteile der wenigen Museen in diesem Teil von Sibirien aufmerksam gemacht.

## Verarbeitung
Die früher zum Polieren und für die Antriebskraft der Drehbänke benötigten Wassermengen sicherte ein künstlicher Teich oberhalb des Steinwerkes. Er stammte noch aus der Zeit der Kupfererzverhüttung.
Die typische und traditionelle Verarbeitung besteht noch heute im Drehen verschiedener Gegenstände. Trotzdem wagte man sich auch an rechteckige und quadratische Werkstücke.
Heute werden Schalen, Dosen und Vasen in jeder gewünschten Form gefertigt.
Ein zweites und weit verbreitetes handwerklich-künstlerisches Produkt sind die Intarsienarbeiten. Sie orientieren sich an der pietre-dure-Technik, erreichen aber nur selten den italienischen Typus. Meist finden sie sich als Wandbild in öffentlichen Gebäuden oder in Kirchen.
Die dafür notwendigen Gesteine werden dazu in dünne Platten gesägt und poliert. Mit Hilfe genauer Zeichnungen und Schablonen setzen die Steinschneider die so zugesägten Stücke möglichst fugenlos zusammen.

## Materialien, Petrografie, Lagerstätten

Bernhard von Cotta beschrieb als Geologe den Altai und seine Lagerstätten

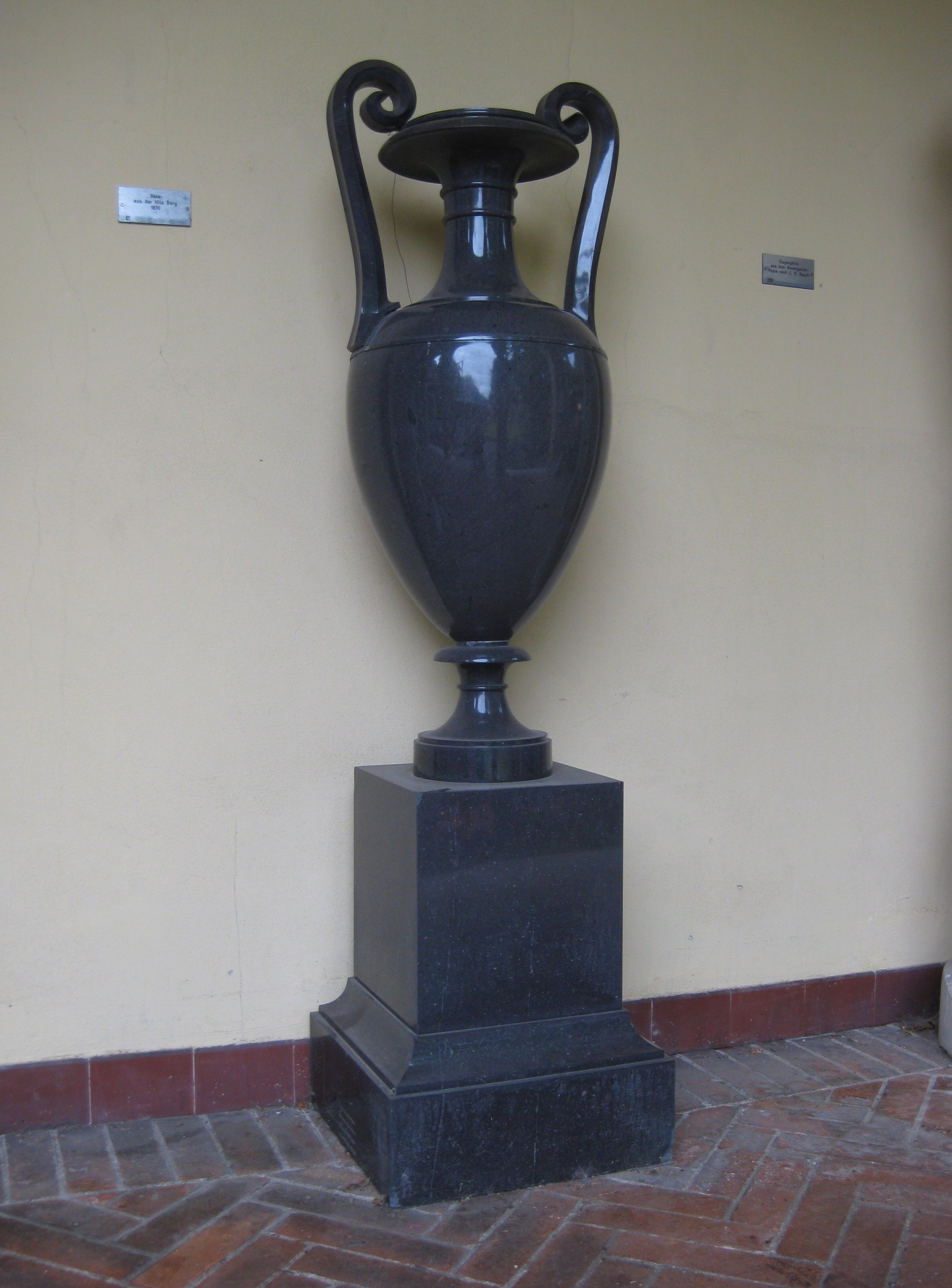
Volutenamphore aus Korgon-„Porphyr“ (früher in der Villa Berg, heute im Städtischen Lapidarium Stuttgart)

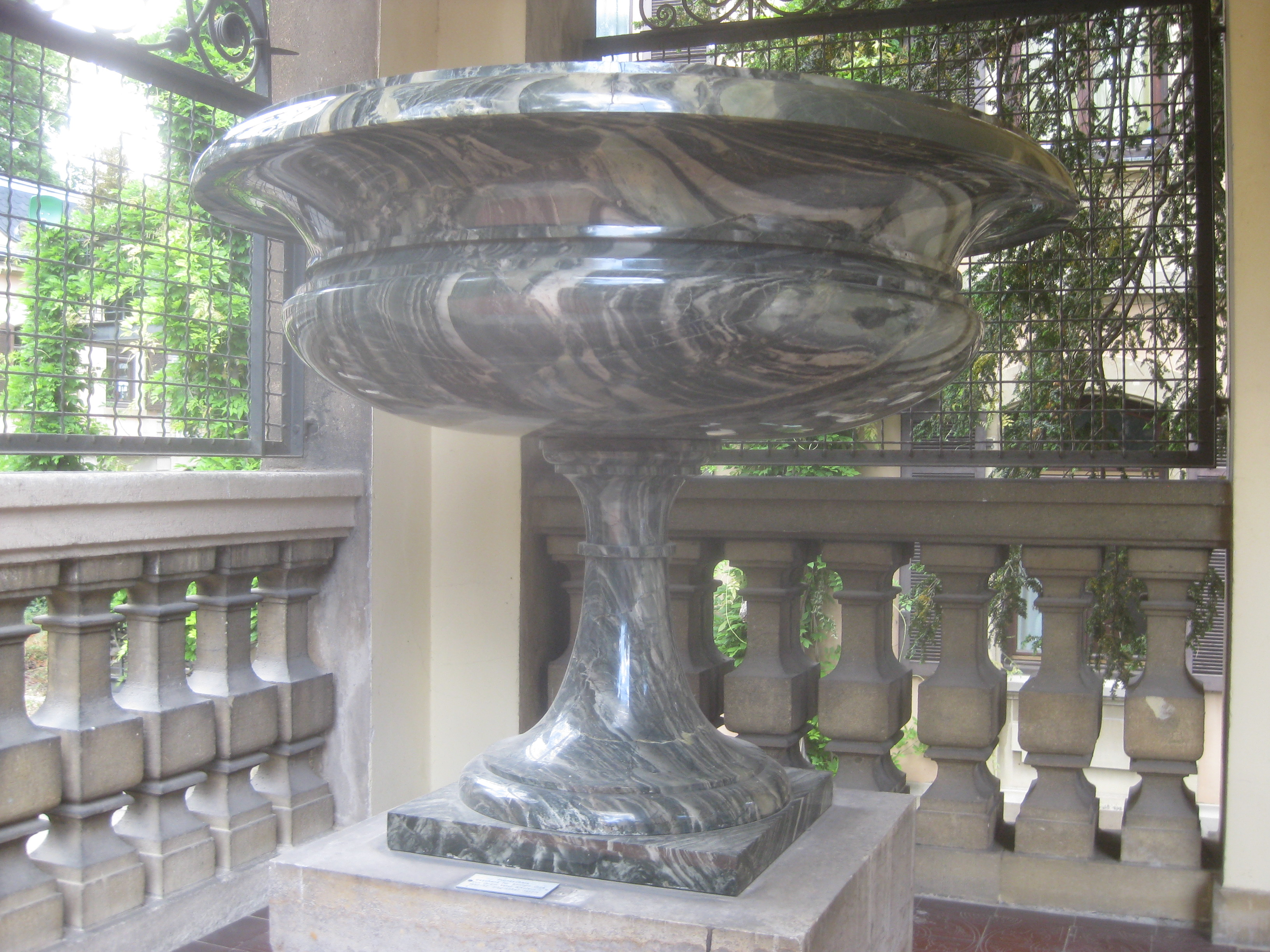
Jaspisschale (früher in der Villa Berg), heute im Städtischen Lapidarium Stuttgart

Vase aus Ridder-Brekzie

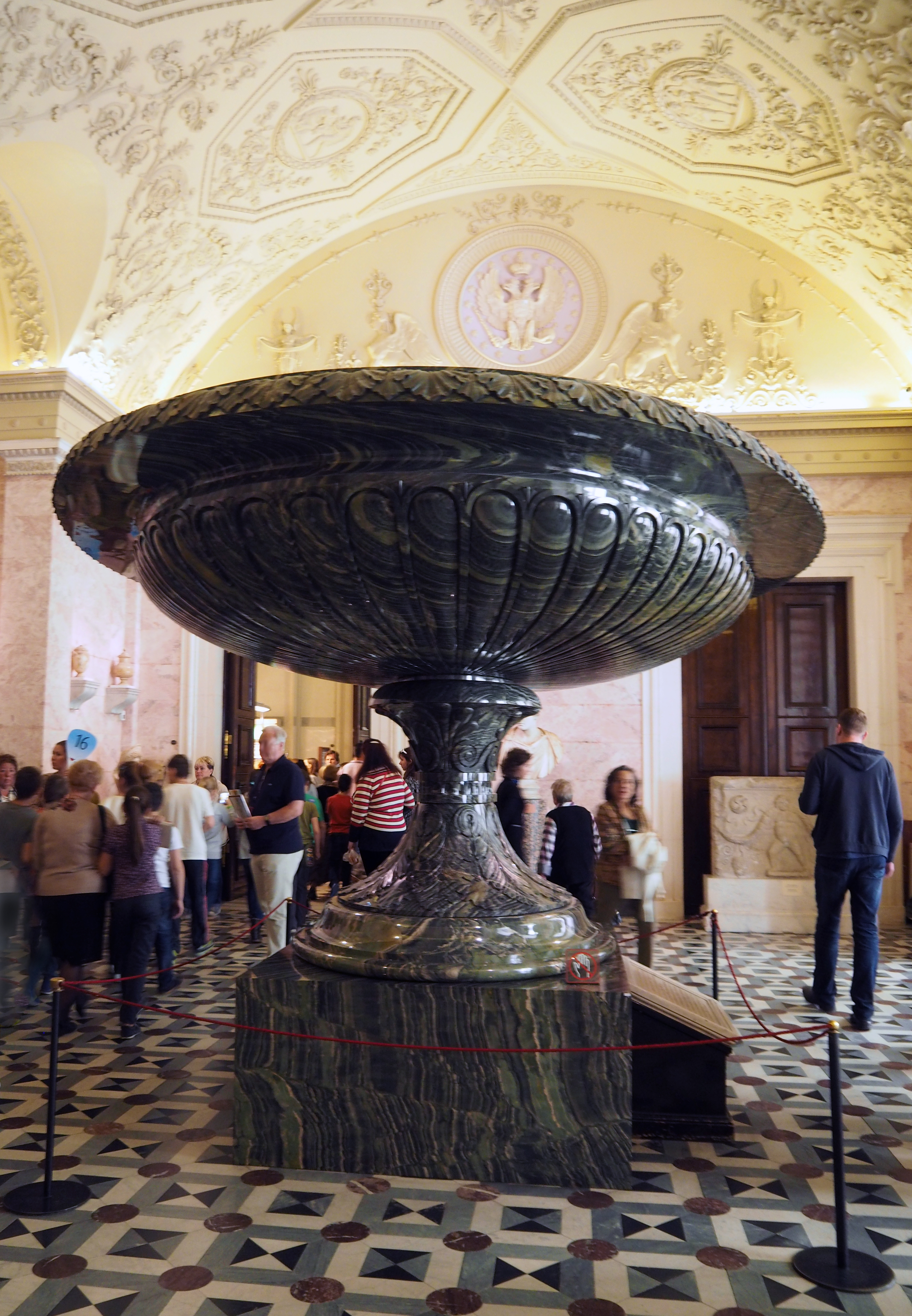
„Zarin der Schalen“ in der Eremitage St. Petersburg

Mit wenigen Ausnahmen befinden sich die Lagerstätten der dekorativen Nutzgesteine im gebirgigen Umfeld der Verarbeitungsstätte. Es sind nur wenige Informationen über ihre genaue Lage publiziert worden. Bereits im 19. Jahrhundert sind die für die Verarbeitung in Frage kommenden Gesteine genauer untersucht worden. Die Kolywaner Steinschleiferei übermittelte 1869 an Bernhard von Cotta, ein Jahr nach seiner Reise durch den Altai, einhundert Proben von Gesteinen aus ihrem Sortiment mit der Bitte um eingehende Untersuchung. Die petrographische Bearbeitung gab er in die Hände von Alfred Wilhelm Stelzner, der auch auf der Grundlage mikroskopischer Dünnschliffuntersuchungen über die strukturelle Ausprägung und mineralogische Zusammensetzung jener Proben berichten konnte. Diese Musterkollektion befindet sich heute im Bestand der Geowissenschaftlichen Sammlungen an der TU Bergakademie Freiberg. Sie ist ein Beispiel für die ungewöhnlich große Materialvielfalt von Kolywan in der zweiten Hälfte des 19. Jahrhunderts.
 Eine andere bedeutende Sammlung dieser Gesteine besitzt das Überseemuseum in Bremen. Sie geht auf Otto Finsch zurück, der von 1866 bis 1878 Direktor des Vorgängermuseums war.
Die wichtigsten in Kolywan zur Verarbeitung kommenden Dekorationsgesteine sind:
- „Porphyre“ des Korgongebirges
Mit diesem Gruppenbegriff der Verarbeiter werden Porphyrite und dichte Lavatuffe zusammengefasst. Anhand der daraus gefertigten und erhaltenen Kunstwerke ist erkennbar, dass hauptsächlich ein intensiv braunroter Porphyrit und ein violettgraues, sehr dichtes Gestein mit tuffartigem Gefügebild gewonnen wurde. Sie entstammen mehreren Fundstellen im unwegsamen Korgon-Gebirge südwestlich des Tscharysch-Oberlaufes, mit knapp 2500 Meter Höhe bereits Teil des Hochaltai. Im Wesentlichen liegen Fundorte etwa 10 Kilometer oberhalb der Mündung des Flusses Korgon in den Tscharysch.

Die wenig erforschte Korgon-Zone (eine vulkanogene Fazieszone neben weiteren geologischen Grosseinheiten) des Altai ist von mitteldevonischen Gesteinsabfolgen aus vulkanogenen Vorgängen geprägt. In der Gebirgsregion stehen im Umfeld des hier in Frage kommenden Gebietes Gesteinsarten, wie Tuffe, Lavabrekzien, pyroxenhaltige und diabasartige Porphyrite mit andesitischem Charakter an.
- Quarzit von Belorezk
Die Quarzitlagerstätte befindet sich im Bereich des waldigen Berglandes, dem Nordostabhang der Kipeschnyje Gory (Höhe bis 1009 Meter), westlich des Oberlaufs der Belaja, eines größeren linken Nebenflusses des Tscharysch, der östlich von Kolywan in nördlicher Richtung fließt; nicht zu verwechseln mit dem gleichnamigen Bach im Ort und bei der Steinschleiferei Kolywan selbst. Dort gibt es den Flurnamen Belorezki (Белорецкий) ohne geschlossene, heute bewohnte Siedlung. Die Quarzitlagerstätte ist 1806 erschlossen worden. Sie hat eine Länge von etwa 330 Metern und ihre Mächtigkeit schwankt zwischen 1 und 3,50 Meter. Dieses geologische Denkmal von gesamtstaatlicher Bedeutung ist geschützt und wird beobachtet.

- Jaspis von Rewnewskoje (Revnev-Jaspis[5][6])[7][8]
Der Jaspis der Lagerstätte Rewnewskoje (Ревневское) ist ein grün-grau gebändertes, brokatartiges und ungewöhnlich wirkendes Dekorationsgestein mit kryptokristallinem Gefüge. Mit der Politur erhält der Jaspis eine spiegelnde Oberfläche. Sie wird seit dem 19. Jahrhundert intensiver ausgebeutet und befindet sich unweit der Stadt Smeinogorsk am namensgebenden Berg Rewnjucha (гора Ревнюха; Höhe 1110 Meter).[9] Aus diesem Gestein wurden besonders viele wertvolle Objekte hergestellt, die heute in russischen und ausländischen Museen zu den besonderen Sammlungsobjekten zählen.

- Brekzie von Ridder
Diese Lagerstätte befindet sich heute auf dem Territorium von Kasachstan und ist deshalb von Kolywan aus nur noch schwierig erreichbar. Die Vulkanbrekzie von Ridder wird fälschlicherweise als „Jaspis“ bezeichnet. Ridder (1941–2002 Leninogorsk) ist ein weiteres altes Bergbauzentrum im Altaigebirge mit ähnlicher Montantradition wie der Kolywan-Woskressensker und Smeinogorsker Bezirk.

## Konkurrierende Werkstätten
Die Steinschleiferei von Kolywan ist eine von insgesamt drei historisch bedeutenden staatlichen Steinschleifereien im Zarenreich Russland. Die anderen sind:
- Peterhof bei Sankt Petersburg
Diese Steinschleiferei ist die älteste und wurde 1750 nahe dem kaiserlichen Sommersitz in Peterhof auf Weisung von Zarin Elisabeth gegründet. Zum Aufbau dieser Manufaktur holte man einen Schweizer mit dem Namen Brückner ins Land.[2]
- Jekaterinburg
Die Jekaterinburger Steinschleiferei hatte ihre materielle Grundlage in dem außerordentlich mineralienreichen Ural. Hier wurden schwerpunktmäßig Amethyst und Malachit verarbeitet. Jekaterinburg war das Zentrum vom Berg- und Hüttenwesen im Ural. In allen drei Werkstätten wurden bedeutende Kunstobjekte aus seltenen und zum Teil schwer zu bearbeitenden Steinsorten von meisterlicher Hand nach künstlerischen Entwürfen geschaffen.

## Anwendungsbeispiele für Kolywaner Arbeiten

Wandmosaik in Barnaul/Flussbahnhof

Vase aus Belorezker Quarzit in Barnaul

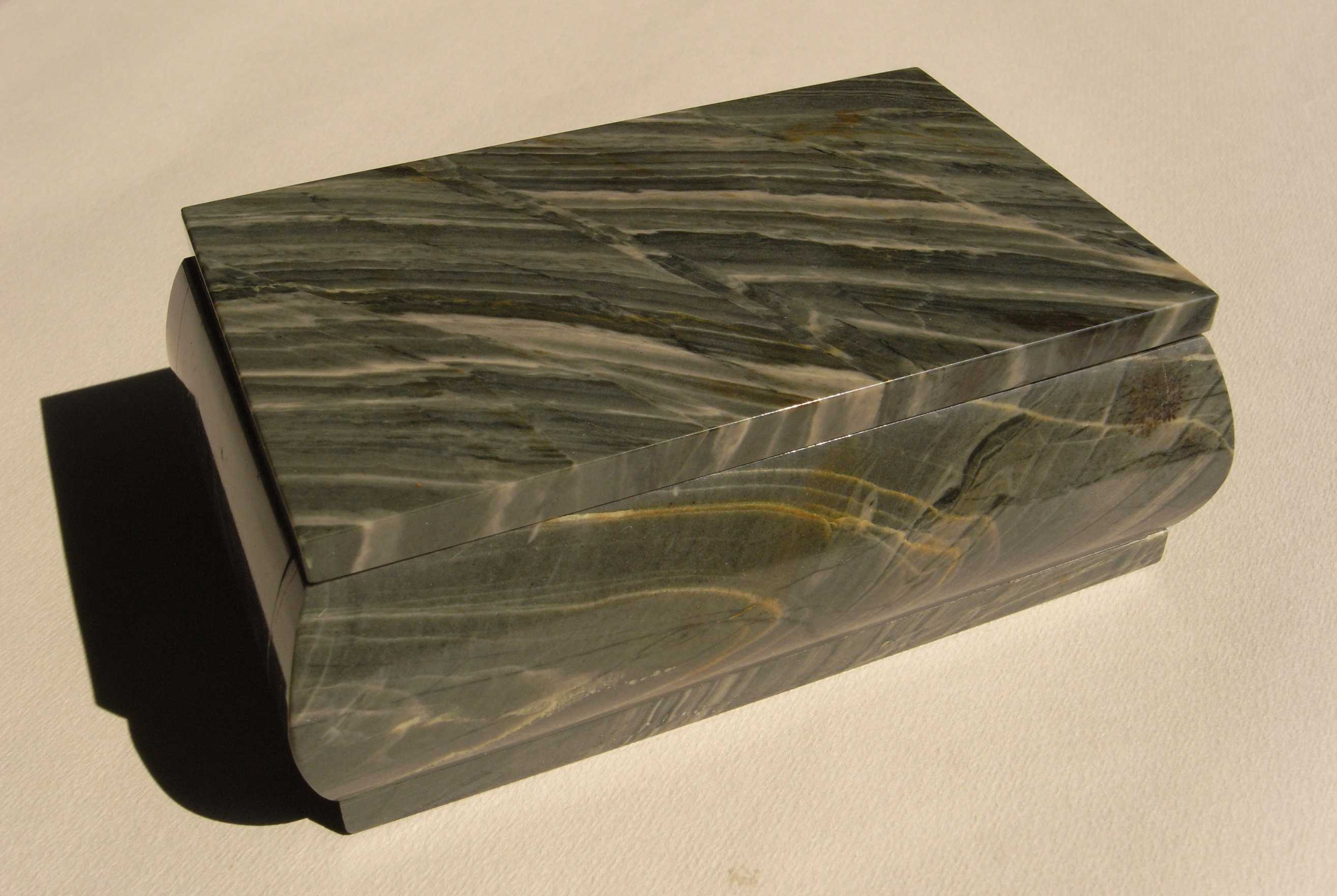
Dose aus Revnev-Jaspis

Erzeugnisse der Kolywaner Steinschleiferei sind besonders in Russland stark verbreitet. Sie gehörten in der Kaiserzeit und gehören heute wieder zu den kulturellen Symbolen Russlands von hohem Rang.

### Russland

#### Sankt Petersburg
- Eremitage: „Zarin der Schalen“ (Царица ваз), oval 504 × 322 cm, Höhe 257 cm, Gewicht 16 t (Revnev-Jaspis)
- Eremitage: zahlreiche große Vasen, Schalen und Leuchter (verschiedene Materialien)
- Pawlowsk-Palast (Павловский дворец): verschiedene Vasen (Revnev-Jaspis, braunroter Korgon-Porphyr, Ridder-Brekzie)
- Museum der ehemaligen Bergakademie: verschiedene kleinere Kunstobjekte (verschiedene Materialien)

#### Moskau
- Mineralogisches Museum A.E. Fersman: Kaminfassade (Revnev-Jaspis), Vasen und Sockel (verschiedene Materialien), Wandspiegeleinfassung (braunroter Korgon-Porphyr)
- Russische Staatsbibliothek: Schmuckschale (rotbrauner Korgon-Porphyr)
- Tretjakow-Galerie: verschiedene Vasen (verschiedene Materialien)

#### Barnaul
- Öffentlicher Raum: einige Vasen auf Steinsockel (Revnev-Jaspis, Belorezker Quarzit)
- Sberbank: zwei Säulen mit Kugel an einem Treppenaufgang (Revnev-Jaspis)
- Staatliches Kunstmuseum des Altai: einige Vasen (verschiedene Materialien)
- Altai-Museum: Schale (graublauer Korgon-Porphyr)
- Kirche Hl. Nikolaus (Никольская церковь): Mosaikwandbild des Heiligen Nikolaus (verschiedene Materialien)
- Standesamt: zwei Vasen (Revnev-Jaspis)
- Personenhafengebäude am Ob („Flussbahnhof“): Wandintarsie (verschiedene Materialien)
- Bahnhof der Eisenbahn: Balustrade im Besucherbereich (Revnev-Jaspis)

#### Kolywan
- Museum der historischen Steinschleiferei: zahlreiche repräsentative Objekte (verschiedene Materialien)
- Vorortsiedlung: Vase auf Säule (gelber Granit)

#### Smeinogorsk
- Öffentlicher Raum: eine Vase auf Sockel (Revnev-Jaspis)

### Deutschland
- Stuttgart (um 1850): Städtisches Lapidarium, Vasen und Schale aus der ehemaligen Sammlung der Villa Berg (Korgon-Porphyr, Revnev-Jaspis)

### Frankreich

#### Paris
- Louvre: Vase, Geschenk des Zaren Alexander III. (Revnev-Jaspis)
- Rathaus: Vase auf Sockel (Revnev-Jaspis)

#### Saint-Cloud
- Schloss Saint-Cloud (1807): Geschenk des Zaren Alexander I., eine quadratische Schale für die Lieblingsresidenz Kaiser Napoleons I. (Korgon-Porphyr)

### Großbritannien

#### London
- Apsley House/Wellington-Museum (1826): großer Leuchter (Korgon-Porphyr)
- Museum of Practical Geology (heute Teil des Natural History Museum, 1840): Geschenk einer Vase an Roderick Murchison (Belorezker Quarzit)

### Österreich
- Wien (1834): Geschenk einer Schale an den österreichischen Kaiser Franz I. (Ridder-Brekzie)

### Niederlande
- Den Haag (1913): Vase mit Sockel (Revnev-Jaspis) im Friedenspalast (Vredespaleis)

## Verschiedenes

Wappen der Region Altai

Im Wappen des Verwaltungsbezirkes Region Altai wurde im unteren Feld eine Abbildung der „Zarin der Schalen“ aufgenommen, weil sie eines der ungewöhnlichsten künstlerischen Steinobjekte auf der Welt darstellt und durch ihre Herkunft eine wirkungsvolle „Botschafterin“ für die Region ist.